# Стенсульц
Стенсу́льц (фр. Steinsoultz) — коммуна на северо-востоке Франции в регионе Гранд-Эст (бывший Эльзас — Шампань — Арденны — Лотарингия), департамент Верхний Рейн, округ Альткирш, кантон Альткирш. До марта 2015 года коммуна административно входила в состав упразднённого кантона Ирсенг (округ Альткирш).
Площадь коммуны — 4,06 км², население — 728 человек (2006) с тенденцией к росту: 781 человек (2012), плотность населения — 192,4 чел/км².

## Население
Численность населения коммуны в 2011 году составляла 782 человека, а в 2012 году — 781 человек.
| 1962 | 1968 | 1975 | 1982 | 1990 | 1999 | 2006 | 2008 | 2011 | 2012 |
| ---- | ---- | ---- | ---- | ---- | ---- | ---- | ---- | ---- | ---- |
| 497  | 489  | 490  | 523  | 606  | 625  | 728  | 757  | 782  | 781  |

Динамика населения:

## Экономика
В 2010 году из 538 человек трудоспособного возраста (от 15 до 64 лет) 417 были экономически активными, 121 — неактивными (показатель активности 77,5 %, в 1999 году — 70,1 %). Из 417 активных трудоспособных жителей работали 399 человек (227 мужчин и 172 женщины), 18 числились безработными (4 мужчины и 14 женщин). Среди 121 трудоспособных неактивных граждан 35 были учениками либо студентами, 33 — пенсионерами, а ещё 53 — были неактивны в силу других причин.
На протяжении 2011 года в коммуне числилось 309 облагаемых налогом домохозяйств, в которых проживало 775 человек. При этом медиана доходов составила 29560 евро на одного налогоплательщика.

## Достопримечательности (фотогалерея)

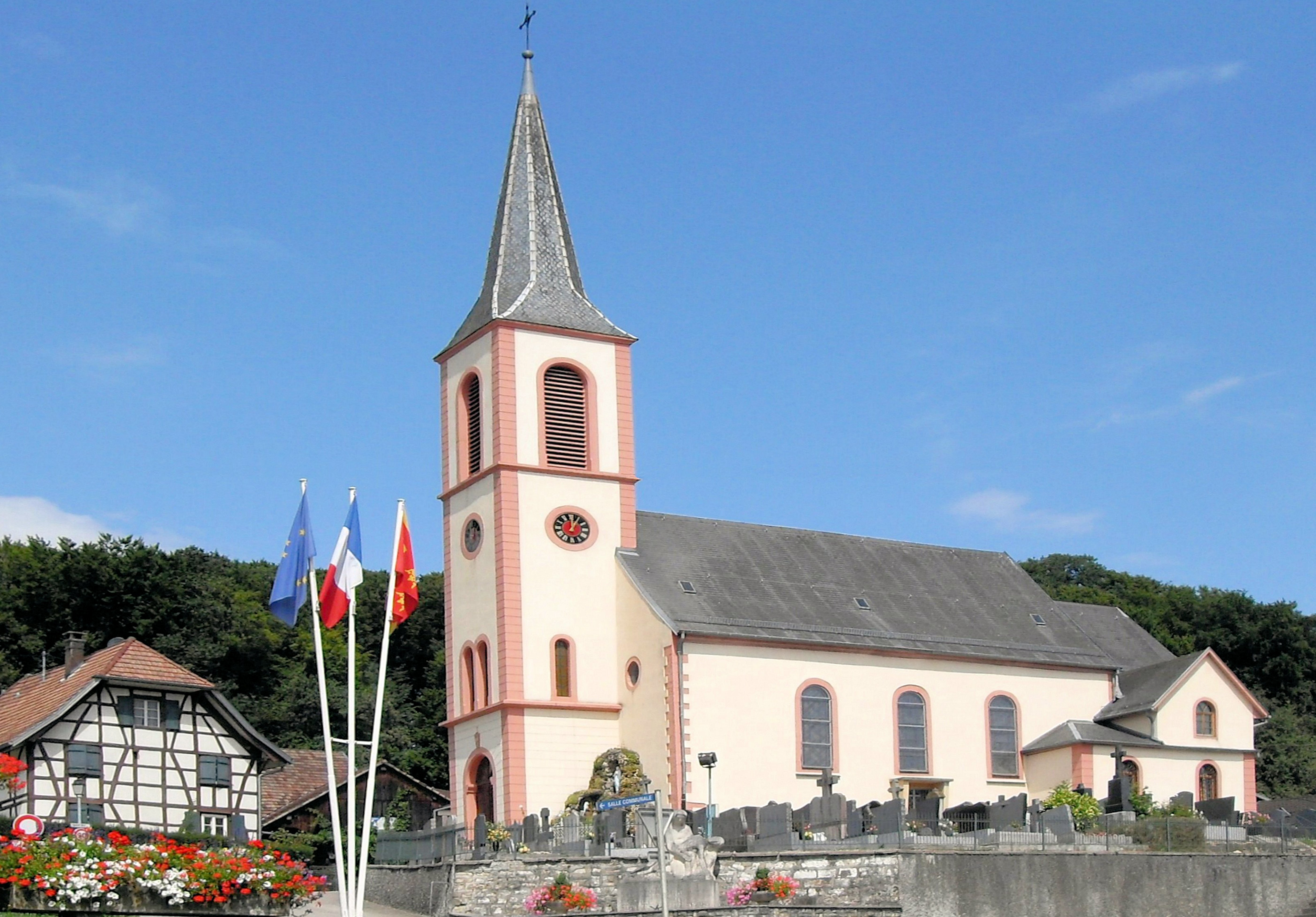
Церковь Святого Николая